# Поуль Рікард Гей Єнсен
Поуль Рікард Гей Єнсен (дан. Poul Richard Høj Jensen, 2 червня 1944) — данський яхтсмен.
Олімпійський чемпіон 1976 (Солінґ), 1980 (Солінґ) років, учасник 1968, 1972 років.